# 100번째 남자
《100번째 남자》는 2001년 2월 2일에 MBC에서 방영한 베스트극장이다.

## 등장 인물

### 주요 인물
- 김여진 : 정윤 역 - 르포 프로그램 ‘인터넷 사각지대’
- 유태웅 : 형석 역 - 프로듀서
- 박준희 : 화영 역 - 전단지 광고모델, 홈쇼핑 모델
- 전현 : 석현 역 = 치과의사

### 그 외 인물
- 이세은
- 김신일
- 최영재
- 오현섭
- 최범호
- 고은주
- 양현태
- 이윤정
- 김백철
- 이소영